# Луїс Авад
Луї́с Ава́д (араб. لويس عوض; англ. Louis Awad; *1915 — 1990) — єгипетський письменник, літературознавець, доктор; за походженням копт.
Закінчив Каїрський університет. З 1947 року викладав на літературному факультеті Каїрського університету. З середини 1960-их років літературний редактор газети «Аль-Ахрам». Один з початківців поезії «вільного вірша» в Єгипті (збірка «Плутоленд» (1947)). Експериментував з використанням єгипетського діалекту арабської мови в художній літературі («Спогади про роки навчання за кордоном» (1942, публікація 1965)). Грав значну роль в літературному русі 50-60-их років в Єгипті, виступав за зближення літератури з життям, але проти перетворення її в «трибуну пропаганди ідей».
Йому належать літературно-критичні праці «Соціалізм та література» (1963), «Революція та література» (1967) та інші; дослідження з давньогрецької, латинської, англійської літератур, а також переклади творів Шекспіра, Вайльда, Шеллі.
Авад став літературним редактором газети «Аль-Ахрам» — найбільшої щоденної газети Близького Сходу, що зробило його одним з провідних діячів громадської думки арабського світу.